# Nomads (chapitre)
Pour les articles homonymes, voir Nomads.
Les Nomads ont formé un chapitre québécois criminalisé du club de motards Hells Angels. Actif de 1995 à 2001, il fut dirigé par Maurice « Mom » Boucher.

## Historique
En juin 1995, Boucher et huit lieutenants forment un nouveau chapitre des Hells Angels du Québec, appelé les Nomads. Leur but est de s'emparer du lucratif marché ontarien des stupéfiants.
En 2001, le chapitre est démantelé et disparaît à cause des vastes opérations policières de l'Opération Printemps 2001. 